# Chloé Trespeuch
Chloé Ella Trespeuch (Bourg-Saint-Maurice, 13 april 1994) is een Frans snowboardster met als specialisme de snowboardcross. Ze vertegenwoordigde haar vaderland op de Olympische Winterspelen 2014 in Sotsji en op de Olympische Winterspelen 2018 in Pyeongchang.

## Carrière
Trespeuch begon op negenjarige leeftijd met snowboarden. Haar oudere broer, Léo Trespeuch, is eveneens snowboarder. In 2011 en 2013 eindigde ze op de tweede plaats in de wereldkampioenschappen snowboardcross voor junioren. In het seizoen 2010/2011 werd ze op zestienjarige leeftijd Europees kampioen. Bij haar wereldbekerdebuut, in maart 2011 in Arosa, scoorde Trespeuch met een zesde plaats direct wereldbekerpunten. Op de FIS wereldkampioenschappen snowboarden 2013 in Stoneham eindigde de Française als vierde op de snowboardcross. In een wereldbekerwedstrijd in maart 2013 liep ze een zware blessure op, waardoor ze een operatie moest ondergaan en zes maanden lang niet kon snowboarden. Een paar maanden na haar herstel veroverde Trespeuch op de Olympische Spelen van 2014 een bronzen medaille op het onderdeel snowboardcross.
In Kreischberg nam de Française deel aan de FIS wereldkampioenschappen snowboarden 2015. Op dit toernooi eindigde ze op de twaalfde plaats op het onderdeel snowboardcross. In maart 2015 stond Trespeuch voor de eerste maal in haar carrière op het podium van een wereldbekerwedstrijd. Op 27 februari 2016 boekte ze in Pyeongchang haar eerste wereldbekerzege. Op de FIS wereldkampioenschappen snowboarden 2017 in de Spaanse Sierra Nevada sleepte de Française de zilveren medaille in de wacht op de snowboardcross, samen met Nelly Moenne-Loccoz werd ze wereldkampioene in de teamwedstrijd snowboardcross. Tijdens de Olympische Winterspelen van 2018 in Pyeongchang eindigde Trespeuch als vijfde op de snowboardcross.
In Park City nam ze deel aan de FIS wereldkampioenschappen snowboarden 2019. Op dit toernooi eindigde ze als zevende op de snowboardcross, samen met Loan Bozzolo eindigde ze als vijfde op de snowboardcross voor teams. Op de FIS wereldkampioenschappen snowboarden 2021 in Idre Fjäll eindigde de Française als zevende op de snowboardcross, in de landenwedstrijd eindigde ze samen met Merlin Surget op de negende plaats.

## Resultaten

### Olympische Winterspelen
| Jaar | Plaats      | Resultaten        |
| ---- | ----------- | ----------------- |
| 2014 | Sotsji      | Snowboardcross    |
| 2018 | Pyeongchang | 5e Snowboardcross |

### Wereldkampioenschappen
| Jaar | Plaats        | Resultaten                               |
| ---- | ------------- | ---------------------------------------- |
| 2013 | Stoneham      | 4e Snowboardcross                        |
| 2015 | Kreischberg   | 12e Snowboardcross                       |
| 2017 | Sierra Nevada | Snowboardcross · Snowboardcross team     |
| 2019 | Park City     | 7e Snowboardcross 5e Snowboardcross team |
| 2021 | Idre Fjäll    | 7e Snowboardcross 9e Snowboardcross team |

### Wereldbeker
Eindklasseringen
| Seizoen   | Algm | SBX    |
| --------- | ---- | ------ |
| 2010/2011 | 51e  | 26e    |
| 2011/2012 | –    | 8e     |
| 2012/2013 | –    | 20e    |
| 2013/2014 | –    | 9e     |
| 2014/2015 | –    | 4e     |
| 2015/2016 | –    | 4e     |
| 2016/2017 | –    | 4e     |
| 2017/2018 | –    | Zilver |
| 2018/2019 | –    | 5e     |
| 2019/2020 | –    | Brons  |

Wereldbekerzeges
| Datum            | Plaats         | Onderdeel      |
| ---------------- | -------------- | -------------- |
| 27 februari 2016 | Pyeongchang    | Snowboardcross |
| 9 september 2017 | Cerro Catedral | Snowboardcross |
| 7 maart 2020     | Sierra Nevada  | Snowboardcross |